# Microvelia nelsoni
Microvelia (Microvelia) nelsoni – gatunek pluskwiaka różnoskrzydłego z rodziny plesicowatych.
Gatunek ten opisany został w 2012 roku przez Felipe Moreirę i współpracowników na podstawie parki okazów odłowionych w 1995 roku.
Samiec ma ciało długości 1,74 mm, a samica 1,99 mm. Ubarwiony jest czarno z pomarańczowoczerwonymi poprzecznymi znakami na przodzie przedplecza, ciemnoczerwonymi oczami, rudobrązowymi: spodem głowy i segmentem genitalnym oraz brązową kłujką. Srebrzyste owłosienie występuje na głowie, bokach przedplecza, bokach tergitów odwłokowych I, III, IV, V i VI oraz na listewce brzeżnej odwłoka segmentów od trzeciego do szóstego. Przedplecze wydłużone jest ku tyłowi tak, że przykrywa prawie cały tułów, odsłaniając jedynie tylno-boczne trójkąty zaplecza. Odnóża mają stopy, golenie i wierzchołki ud brązowe, a resztę żółtą. Sternity samców mają wklęśnięte tylne brzegi i wgłębienia pośrodku, których u samic brak. Paramery u samca są symetryczne, wydłużone i zakrzywione.
Owad neotropikalny, znany tylko z brazylijskiego stanu Rio de Janeiro. Lokalizacja typowa znajduje się w Floresta da Tijuca.